# إس بي أو روان باسكت
إس بي أو روان باسكت (بالإنجليزية: SPO Rouen Basket) هو فريق كرة سلة فرنسي تأسس في 1892 يقع في روان، فرنسا. يلعب في الدوري الفرنسي لكرة السلة الدرجة الأولى.

## وصلات خارجية
- الموقع الإلكتروني